# Tribroombenzeen
Tribroombenzeen is een organische verbinding met als brutoformule C6H3Br3. De stof is opgebouwd uit een benzeenring met 3 broomatomen. Er bestaan 3 isomeren:
- 1,2,3-tribroombenzeen
- 1,2,4-tribroombenzeen
- 1,3,5-tribroombenzeen

Structuurformule van 1,2,3-tribroombenzeen
Structuurformule van 1,2,4-tribroombenzeen
Structuurformule van 1,3,5-tribroombenzeen

Trifluorbenzeen · Trichloorbenzeen · Tribroombenzeen · Tri-joodbenzeen